# The Record (court métrage)
Pour les articles homonymes, voir The Record.
Pour plus de détails, voir Fiche technique et Distribution.
The Record est un film d'animation de court métrage suisse réalisé par Jonathan Laskar et sorti en 2022.

## Fiche technique
- Titre anglais : The Record
- Réalisation : Jonathan Laskar
- Scénario : Jonathan Laskar
- Animation : Sébastien Godard
- Musique : Jonathan Laskar
- Son : Carlos Ibañez Diaz
- Montage :
- Production : Sophie Laskar
- Sociétés de production : Punched Paper Films
- Sociétés de distribution : Kurzfilm Agentur Hamburg E.V.
- Pays d'origine :  Suisse
- Langue originale : français
- Format : couleur
- Genre : animation
- Durée : 8 minutes 44 secondes
- Dates de sortie :
  - France : 13 juin 2022 (Annecy)

## Distribution
- Robert Hatisi
- Emmanuel Laskar

## Distinctions
- 2022 : Prix Jean-Luc Xiberras de la première œuvre pour un court métrage au festival international du film d'animation d'Annecy
- 2023 : Meilleur film d'animation au Prix du cinéma suisse[1]